# Luigi Ferraris (politico)
Luigi Ferraris (Sostegno, 6 marzo 1813 – Torino, 17 ottobre 1900) è stato un politico e avvocato italiano, senatore e ministro del Regno d'Italia.

## Biografia
Si laureò in giurisprudenza all'Università di Torino, dove esercitò poi la professione di avvocato.
Liberale convinto, nel 1847 firmò con altri sedici cittadini una protesta contro la brutalità con cui la polizia aveva represso una manifestazione che chiedeva riforme a Carlo Alberto.
Fu eletto deputato al Parlamento Subalpino nel 1848, battendo Camillo Cavour. Venne rieletto deputato nel 1863 e nelle legislature successive, finché nel 1871 fu nominato senatore (a vita, come usava nel Regno d'Italia). 
Nel 1848 fu tra i sostenitori della prima guerra d'indipendenza, e nel 1864 tra gli oppositori del trasferimento della capitale da Torino a Firenze. In seguito si adoperò affinché non venisse meno l'impegno per stabilire Roma come capitale definitiva d'Italia, aderendo quindi all'Associazione Liberale Permanente, corrente piemontese della Destra storica, presieduta da Gustavo Ponza di San Martino.
Da deputato fu vicepresidente della Camera nella nona legislatura (1867), e ministro dell'interno del Regno d'Italia nel Governo Menabrea III (1869).
Fu Sindaco di Torino dal 19 gennaio 1878 al 31 ottobre 1882 e a lungo presidente del Consiglio provinciale.
Senatore dal 1871. Ministro di grazia, giustizia e culti nel Governo Starabba I (1891).
Nel 1878 fu nominato grand'ufficiale e poi nel 1879 gran croce dell'Ordine Mauriziano e nel 1880 fu nominato conte.